# Mumienteich
Der Mumienteich (englisch Mummy Pond) ist ein kleiner See im ostantarktischen Viktorialand. Im Taylor Valley liegt er zwischen dem Suess- und dem Lacroix-Gletscher.
Der Mumienteich wurde im Dezember 1957 vom US-amerikanischen Geologen Troy L. Péwé (1918–1999) entdeckt und benannt. Namensgebend sind die zahlreichen gefrorenen Robbenkadaver, die Péwé rund um den See vorfand.